# Kutara nigrifasciata
Kutara nigrifasciata är en insektsart som beskrevs av Kuoh. Kutara nigrifasciata ingår i släktet Kutara och familjen dvärgstritar. Inga underarter finns listade i Catalogue of Life.